# Football aux Jeux olympiques d'été de 1984
Navigation
Moscou 1980 Séoul 1988
Le football est un des vingt-et-un sports officiels aux Jeux olympiques d'été de 1984. Il n'y a pas de compétition féminine. La compétition masculine comprend quatre groupes de quatre équipes au premier tour, suivi des quarts de finale, demi-finales et finales du 29 juillet au 11 août 1984. Les matchs sont joués dans quatre stades répartis dans quatre villes américaines. Le tournoi est co-organisé par la Fédération des États-Unis de soccer (United States Soccer Federation) et le Comité olympique des États-Unis (United States Olympic).
Quinze équipes se sont qualifiées sur le terrain, les États-Unis étant qualifié d'office en tant que pays hôte.
Il s'agit du premier tournoi olympique où la participation de joueurs professionnels est autorisée, mais cet accès demeure restreint : les joueurs d'Europe et d'Amérique du Sud ayant participé à la Coupe du monde ne peuvent pas prendre part au tournoi, ce qui permet à des équipes telles que le Canada et l'Egypte d'atteindre les quarts de finale. Cette nouvelle règlementation constitue quand même une révolution puisque seuls les joueurs amateurs étaient autorisés à participer jusqu'alors, avantageant grandement les sélections d'Europe de l'Est dont une majorité de joueurs avaient le statut officiel d'amateur.
La médaille d'or est remportée par l'équipe de France. Cette année 1984 est d'ailleurs exceptionnelle pour le football français : l'équipe de France A, emmenée par Michel Platini gagne le prestigieux championnat d'Europe, tandis que l'équipe de France espoirs remporte le Tournoi de Toulon.

## Médaillés
| Or | Argent | Bronze |
| France | Brésil | Yougoslavie |
| William Ayache Michel Bensoussan Michel Bibard Dominique Bijotat François Brisson Patrick Cubaynes Patrice Garande Philippe Jeannol Guy Lacombe Jean-Claude Lemoult Jean-Philippe Rohr Albert Rust Didier Sénac Jean-Christophe Thouvenel José Touré Daniel Xuereb Jean-Louis Zanon Entraîneur : Henri Michel | Jorge Luis da Silva Brum David Cortes da Silva Milton Cruz Luís Henrique Dias Dunga André Luís Ferreira Mauro Galvão Tonho Gil João Leithardt Neto Gilmar Popoca Silvio Paiva Gilmar Luís Rinaldi Ademir Roque Kaefer Paulo Santos Ronaldo Silva Francisco Vidal Luiz Carlos Winck Entraîneur : Jair Picerni | Mirsad Baljić Mehmed Baždarević Vlado Čapljić Borislav Cvetković Stjepan Deverić Milko Đurovski Marko Elsner Nenad Gračan Tomislav Ivkovic Srečko Katanec Branko Miljuš Mitar Mrkela Jovica Nikolić Ivan Pudar Ljubomir Radanović Admir Smajić Dragan Stojković Entraîneur : Ivan Toplak |

## Premier tour

### Groupe A
1re journée
| 29 juillet 1984 | Norvège | 0–0 | Chili (en) | Harvard Stadium, Boston                              |                                                      |
| 19:30           |         |     |            | Spectateurs : 25 000 Arbitrage : Socha ( États-Unis) | Spectateurs : 25 000 Arbitrage : Socha ( États-Unis) |
| 19:30           | Rapport |     |            | Spectateurs : 25 000 Arbitrage : Socha ( États-Unis) | Spectateurs : 25 000 Arbitrage : Socha ( États-Unis) |

| 29 juillet 1984 | France                   | 2–2 | Qatar                | Navy-Marine Corps Memorial Stadium, Annapolis    |                                                  |
| 19:30           | Garande 43e · Xuereb 62e |     | 21e 90e Al-Muhannadi | Spectateurs : 29 240 Arbitrage : Filho ( Brésil) | Spectateurs : 29 240 Arbitrage : Filho ( Brésil) |
| 19:30           | Rapport                  |     |                      | Spectateurs : 29 240 Arbitrage : Filho ( Brésil) | Spectateurs : 29 240 Arbitrage : Filho ( Brésil) |

2e journée
| 31 juillet 1984 | Norvège    | 1–2 | France         | Harvard Stadium, Boston                                       |                                                               |
| 19:00           | Ahlsen 33e |     | 5e 56e Brisson | Spectateurs : 27 832 Arbitrage : Roth ( Allemagne de l'Ouest) | Spectateurs : 27 832 Arbitrage : Roth ( Allemagne de l'Ouest) |
| 19:00           | Rapport    |     |                | Spectateurs : 27 832 Arbitrage : Roth ( Allemagne de l'Ouest) | Spectateurs : 27 832 Arbitrage : Roth ( Allemagne de l'Ouest) |

| 31 juillet 1984 | Chili (en) | 1–0 | Qatar | Navy-Marine Corps Memorial Stadium, Annapolis        |                                                      |
| 19:00           | Baeza 52e  |     |       | Spectateurs : 14 508 Arbitrage : Siles ( Costa Rica) | Spectateurs : 14 508 Arbitrage : Siles ( Costa Rica) |
| 19:00           | Rapport    |     |       | Spectateurs : 14 508 Arbitrage : Siles ( Costa Rica) | Spectateurs : 14 508 Arbitrage : Siles ( Costa Rica) |

3e journée
| 2 août 1984 | Qatar   | 0–2 | Norvège        | Harvard Stadium, Boston                            |                                                    |
| 19:00       |         |     | 21e 52e Vaadal | Spectateurs : 17 529 Arbitrage : Kalombo ( Malawi) | Spectateurs : 17 529 Arbitrage : Kalombo ( Malawi) |
| 19:00       | Rapport |     |                | Spectateurs : 17 529 Arbitrage : Kalombo ( Malawi) | Spectateurs : 17 529 Arbitrage : Kalombo ( Malawi) |

| 2 août 1984 | Chili (en) | 1–1 | France      | Navy-Marine Corps Memorial Stadium, Annapolis       |                                                     |
| 19:00       | Santis 9e  |     | 50e Lemoult | Spectateurs : 28 114 Arbitrage : Keizer ( Pays-Bas) | Spectateurs : 28 114 Arbitrage : Keizer ( Pays-Bas) |
| 19:00       | Rapport    |     |             | Spectateurs : 28 114 Arbitrage : Keizer ( Pays-Bas) | Spectateurs : 28 114 Arbitrage : Keizer ( Pays-Bas) |

Classement
| Place | Équipe     | Pts | J | G | N | P | Buts + | Buts - | Diff. |
| 1er   | France     | 4   | 3 | 1 | 2 | 0 | 5      | 4      | +1    |
| 2e    | Chili (en) | 4   | 3 | 1 | 2 | 0 | 2      | 1      | +1    |
| 3e    | Norvège    | 3   | 3 | 1 | 1 | 1 | 3      | 2      | +1    |
| 4e    | Qatar      | 1   | 3 | 0 | 1 | 2 | 2      | 5      | -3    |

### Groupe B
1re journée
| 30 juillet 1984 | Canada   | 1–1 | Irak      | Harvard Stadium, Boston                           |                                                   |
| 19:30           | Gray 70e |     | 83e Saeed | Spectateurs : 16 730 Arbitrage : Díaz ( Colombie) | Spectateurs : 16 730 Arbitrage : Díaz ( Colombie) |
| 19:30           | Rapport  |     |           | Spectateurs : 16 730 Arbitrage : Díaz ( Colombie) | Spectateurs : 16 730 Arbitrage : Díaz ( Colombie) |

| 30 juillet 1984 | Yougoslavie                 | 2–1 | Cameroun  | Navy-Marine Corps Memorial Stadium, Annapolis       |                                                     |
| 19:00           | Nikolić 39e · Cvetković 70e |     | 32e Milla | Spectateurs : 15 010 Arbitrage : Keizer ( Pays-Bas) | Spectateurs : 15 010 Arbitrage : Keizer ( Pays-Bas) |
| 19:00           | Rapport                     |     |           | Spectateurs : 15 010 Arbitrage : Keizer ( Pays-Bas) | Spectateurs : 15 010 Arbitrage : Keizer ( Pays-Bas) |

2e journée
| 1 août 1984 | Cameroun   | 1–0 | Irak | Harvard Stadium, Boston                              |                                                      |
| 19:00       | Bahoken 7e |     |      | Spectateurs : 20 000 Arbitrage : Socha ( États-Unis) | Spectateurs : 20 000 Arbitrage : Socha ( États-Unis) |
| 19:00       | Rapport    |     |      | Spectateurs : 20 000 Arbitrage : Socha ( États-Unis) | Spectateurs : 20 000 Arbitrage : Socha ( États-Unis) |

| 1er août 1984 | Yougoslavie | 1–0 | Canada | Navy-Marine Corps Memorial Stadium, Annapolis          |                                                        |
| 19:00         | Nikolić 76e |     |        | Spectateurs : 20 000 Arbitrage : Hossameldin ( Égypte) | Spectateurs : 20 000 Arbitrage : Hossameldin ( Égypte) |
| 19:00         | Rapport     |     |        | Spectateurs : 20 000 Arbitrage : Hossameldin ( Égypte) | Spectateurs : 20 000 Arbitrage : Hossameldin ( Égypte) |

3e journée
| 3 août 1984 | Cameroun  | 1–3 | Canada                         | Harvard Stadium, Boston                               |                                                       |
| 19:00       | Mfédé 76e |     | 43e 82e Mitchell · 72e Vrablic | Spectateurs : 27 621 Arbitrage : Barbaresco ( Italie) | Spectateurs : 27 621 Arbitrage : Barbaresco ( Italie) |
| 19:00       | Rapport   |     |                                | Spectateurs : 27 621 Arbitrage : Barbaresco ( Italie) | Spectateurs : 27 621 Arbitrage : Barbaresco ( Italie) |

| 3 août 1984 | Irak                   | 2–4 | Yougoslavie                       | Navy-Marine Corps Memorial Stadium, Annapolis  |                                                |
| 19:00       | Saeed 17e · Shihab 43e |     | 55e 76e 87e Deverić · 86e Nikolić | Spectateurs : 24 430 Arbitrage : Sano ( Japon) | Spectateurs : 24 430 Arbitrage : Sano ( Japon) |
| 19:00       | Rapport                |     |                                   | Spectateurs : 24 430 Arbitrage : Sano ( Japon) | Spectateurs : 24 430 Arbitrage : Sano ( Japon) |

Classement
| Place | Équipe      | Pts | J | G | N | P | Buts + | Buts - | Diff. |
| 1er   | Yougoslavie | 6   | 3 | 3 | 0 | 0 | 7      | 3      | +4    |
| 2e    | Canada      | 3   | 3 | 1 | 1 | 1 | 4      | 3      | +1    |
| 3e    | Cameroun    | 2   | 3 | 1 | 0 | 2 | 3      | 5      | -2    |
| 4e    | Irak        | 1   | 3 | 0 | 1 | 2 | 3      | 6      | -3    |

### Groupe C
1re journée
| 30 juillet 1984 | Allemagne de l’Ouest  | 2–0 | Maroc | Stanford Stadium, Palo Alto                            |                                                        |
| 19:30           | Rahn 43e · Brehme 52e |     |       | Spectateurs : 23 228 Arbitrage : Evangelista ( Canada) | Spectateurs : 23 228 Arbitrage : Evangelista ( Canada) |
| 19:30           | Rapport               |     |       | Spectateurs : 23 228 Arbitrage : Evangelista ( Canada) | Spectateurs : 23 228 Arbitrage : Evangelista ( Canada) |

| 30 juillet 1984 | Brésil                                       | 3–1 | Arabie saoudite | Rose Bowl, Pasadena                                 |                                                     |
| 19:00           | Gilmar Popoca 12e · Silvinho 50e · Dunga 59e |     | 69e Abdullah    | Spectateurs : 40 799 Arbitrage : McGinlay ( Écosse) | Spectateurs : 40 799 Arbitrage : McGinlay ( Écosse) |
| 19:00           | Rapport                                      |     |                 | Spectateurs : 40 799 Arbitrage : McGinlay ( Écosse) | Spectateurs : 40 799 Arbitrage : McGinlay ( Écosse) |

2e journée
| 1er août 1984 | Brésil            | 1–0 | Allemagne de l’Ouest | Stanford Stadium, Palo Alto                          |                                                      |
| 19:00         | Gilmar Popoca 86e |     |                      | Spectateurs : 75 239 Arbitrage : Cha ( Corée du Sud) | Spectateurs : 75 239 Arbitrage : Cha ( Corée du Sud) |
| 19:00         | Rapport           |     |                      | Spectateurs : 75 239 Arbitrage : Cha ( Corée du Sud) | Spectateurs : 75 239 Arbitrage : Cha ( Corée du Sud) |

| 1er août 1984 | Maroc     | 1–0 | Arabie saoudite | Rose Bowl, Pasadena                                      |                                                          |
| 19:00         | Merry 72e |     |                 | Spectateurs : 36 909 Arbitrage : Sostarić ( Yougoslavie) | Spectateurs : 36 909 Arbitrage : Sostarić ( Yougoslavie) |
| 19:00         | Rapport   |     |                 | Spectateurs : 36 909 Arbitrage : Sostarić ( Yougoslavie) | Spectateurs : 36 909 Arbitrage : Sostarić ( Yougoslavie) |

3e journée
| 3 août 1984 | Arabie saoudite | 0–6 | Allemagne de l’Ouest                                   | Stanford Stadium, Palo Alto                       |                                                   |
| 19:00       |                 |     | 8e 66e Schreier · 22e 72e Bommer · 24e Rahn · 32e Mill | Spectateurs : 26 242 Arbitrage : Igna ( Roumanie) | Spectateurs : 26 242 Arbitrage : Igna ( Roumanie) |
| 19:00       | Rapport         |     |                                                        | Spectateurs : 26 242 Arbitrage : Igna ( Roumanie) | Spectateurs : 26 242 Arbitrage : Igna ( Roumanie) |

| 3 août 1984 | Maroc   | 0–2 | Brésil               | Rose Bowl, Pasadena                                 |                                                     |
| 19:00       |         |     | 64e Dunga · 70e Kita | Spectateurs : 49 355 Arbitrage : Sánchez ( Espagne) | Spectateurs : 49 355 Arbitrage : Sánchez ( Espagne) |
| 19:00       | Rapport |     |                      | Spectateurs : 49 355 Arbitrage : Sánchez ( Espagne) | Spectateurs : 49 355 Arbitrage : Sánchez ( Espagne) |

Classement
| Place | Équipe               | Pts | J | G | N | P | Buts + | Buts - | Diff. |
| 1er   | Brésil               | 6   | 3 | 3 | 0 | 0 | 6      | 1      | +5    |
| 2e    | Allemagne de l’Ouest | 4   | 3 | 2 | 0 | 1 | 8      | 1      | +7    |
| 3e    | Maroc                | 2   | 3 | 1 | 0 | 2 | 1      | 4      | -3    |
| 4e    | Arabie saoudite      | 0   | 3 | 0 | 0 | 3 | 1      | 10     | -9    |

### Groupe D
1re journée
| 29 juillet 1984 | États-Unis                   | 3–0 | Costa Rica | Stanford Stadium, Palo Alto                        |                                                    |
| 19:30           | Davis 23e 86e · Willrich 35e |     |            | Spectateurs : 78 000 Arbitrage : Quiniou ( France) | Spectateurs : 78 000 Arbitrage : Quiniou ( France) |
| 19:30           | Rapport                      |     |            | Spectateurs : 78 000 Arbitrage : Quiniou ( France) | Spectateurs : 78 000 Arbitrage : Quiniou ( France) |

| 29 juillet 1984 | Italie     | 1–0 | Égypte | Rose Bowl, Pasadena                              |                                                  |
| 19:30           | Serena 63e |     |        | Spectateurs : 37 430 Arbitrage : Castro ( Chili) | Spectateurs : 37 430 Arbitrage : Castro ( Chili) |
| 19:30           | Rapport    |     |        | Spectateurs : 37 430 Arbitrage : Castro ( Chili) | Spectateurs : 37 430 Arbitrage : Castro ( Chili) |

2e journée
| 31 juillet 1984 | Égypte                                                   | 4–1 | Costa Rica   | Stanford Stadium, Palo Alto                         |                                                     |
| 19:00           | Khatib 32e · Abdelghani 35e · Soliman 62e · Gadallah 71e |     | 87e Coronado | Spectateurs : 20 645 Arbitrage : Ramírez ( Mexique) | Spectateurs : 20 645 Arbitrage : Ramírez ( Mexique) |
| 19:00           | Rapport                                                  |     |              | Spectateurs : 20 645 Arbitrage : Ramírez ( Mexique) | Spectateurs : 20 645 Arbitrage : Ramírez ( Mexique) |

| 31 juillet 1984 | Italie     | 1–0 | États-Unis | Rose Bowl, Pasadena                                 |                                                     |
| 19:00           | Baresi 58e |     |            | Spectateurs : 63 624 Arbitrage : Al-Salmi ( Koweït) | Spectateurs : 63 624 Arbitrage : Al-Salmi ( Koweït) |
| 19:00           | Rapport    |     |            | Spectateurs : 63 624 Arbitrage : Al-Salmi ( Koweït) | Spectateurs : 63 624 Arbitrage : Al-Salmi ( Koweït) |

3e journée
| 2 août 1984 | Égypte      | 1–1 | États-Unis        | Stanford Stadium, Palo Alto                          |                                                      |
| 19:00       | Soliman 27e |     | 8e Gregg Thompson | Spectateurs : 54 973 Arbitrage : Romero ( Argentine) | Spectateurs : 54 973 Arbitrage : Romero ( Argentine) |
| 19:00       | Rapport     |     |                   | Spectateurs : 54 973 Arbitrage : Romero ( Argentine) | Spectateurs : 54 973 Arbitrage : Romero ( Argentine) |

| 2 août 1984 | Costa Rica | 1–0 | Italie | Rose Bowl, Pasadena                                  |                                                      |
| 19:00       | Rivers 33e |     |        | Spectateurs : 41 291 Arbitrage : Tesfaye ( Éthiopie) | Spectateurs : 41 291 Arbitrage : Tesfaye ( Éthiopie) |
| 19:00       | Rapport    |     |        | Spectateurs : 41 291 Arbitrage : Tesfaye ( Éthiopie) | Spectateurs : 41 291 Arbitrage : Tesfaye ( Éthiopie) |

Classement
| Place | Équipe     | Pts | J | G | N | P | Buts + | Buts - | Diff. |
| 1er   | Italie     | 4   | 3 | 2 | 0 | 1 | 2      | 1      | +1    |
| 2e    | Égypte     | 3   | 3 | 1 | 1 | 1 | 5      | 3      | +2    |
| 3e    | États-Unis | 3   | 3 | 1 | 1 | 1 | 4      | 2      | +2    |
| 4e    | Costa Rica | 2   | 3 | 1 | 0 | 2 | 2      | 7      | -5    |

## Quarts de finale
| 5 août 1984 | Italie      | 1–0 a. p. | Chili (en) | Stanford Stadium, Palo Alto                         |                                                     |
| 15:00       | Vignola 95e |           |            | Spectateurs : 67 349 Arbitrage : McGinlay ( Écosse) | Spectateurs : 67 349 Arbitrage : McGinlay ( Écosse) |
| 15:00       | Rapport     |           |            | Spectateurs : 67 349 Arbitrage : McGinlay ( Écosse) | Spectateurs : 67 349 Arbitrage : McGinlay ( Écosse) |

| 5 août 1984 | France         | 2–0 | Égypte | Rose Bowl, Pasadena                                  |                                                      |
| 19:00       | Xuereb 29e 52e |     |        | Spectateurs : 66 228 Arbitrage : Cha ( Corée du Sud) | Spectateurs : 66 228 Arbitrage : Cha ( Corée du Sud) |
| 19:00       | Rapport        |     |        | Spectateurs : 66 228 Arbitrage : Cha ( Corée du Sud) | Spectateurs : 66 228 Arbitrage : Cha ( Corée du Sud) |

| 6 août 1984 | Brésil            | 1–1 a. p. | Canada       | Stanford Stadium, Palo Alto                          |                                                      |
| 17:00       | Gilmar Popoca 72e |           | 58e Mitchell | Spectateurs : 36 150 Arbitrage : Siles ( Costa Rica) | Spectateurs : 36 150 Arbitrage : Siles ( Costa Rica) |
| 17:00       | Rapport           |           |              | Spectateurs : 36 150 Arbitrage : Siles ( Costa Rica) | Spectateurs : 36 150 Arbitrage : Siles ( Costa Rica) |
| 17:00       | Tirs au but 5-3   |           |              | Spectateurs : 36 150 Arbitrage : Siles ( Costa Rica) | Spectateurs : 36 150 Arbitrage : Siles ( Costa Rica) |

| 6 août 1984 | Yougoslavie                                               | 5–2 | Allemagne de l’Ouest        | Rose Bowl, Pasadena                                  |                                                      |
| 19:00       | Cvetković 21e 58e 70e · Radanović 27e · Gračan 46e (pen.) |     | 1re Bommer · 28e Bockenfeld | Spectateurs : 58 439 Arbitrage : Romero ( Argentine) | Spectateurs : 58 439 Arbitrage : Romero ( Argentine) |
| 19:00       | Rapport                                                   |     |                             | Spectateurs : 58 439 Arbitrage : Romero ( Argentine) | Spectateurs : 58 439 Arbitrage : Romero ( Argentine) |

## Demi-finales
| 8 août 1984 | France                                               | 4–2 a. p. | Yougoslavie                 | Rose Bowl, Pasadena                                 |                                                     |
| 18:15       | Bijotat 7e · Jeannol 15e · Lacombe 96e · Xuereb 119e |           | 63e Cvetković · 74e Deverić | Spectateurs : 97 451 Arbitrage : Ramírez ( Mexique) | Spectateurs : 97 451 Arbitrage : Ramírez ( Mexique) |
| 18:15       | Rapport                                              |           |                             | Spectateurs : 97 451 Arbitrage : Ramírez ( Mexique) | Spectateurs : 97 451 Arbitrage : Ramírez ( Mexique) |

| 8 août 1984 | Italie    | 1–2 a. p. | Brésil                          | Stanford Stadium, Palo Alto                          |                                                      |
| 20:30       | Fanna 62e |           | 53e Gilmar Popoca · 95e Ronaldo | Spectateurs : 83 642 Arbitrage : Socha ( États-Unis) | Spectateurs : 83 642 Arbitrage : Socha ( États-Unis) |
| 20:30       | Rapport   |           |                                 | Spectateurs : 83 642 Arbitrage : Socha ( États-Unis) | Spectateurs : 83 642 Arbitrage : Socha ( États-Unis) |

## Match pour la médaille de bronze
| 10 août 1984 | Yougoslavie              | 2–1 | Italie             | Rose Bowl, Pasadena                                  |                                                      |
| 19:00        | Baljić 59e · Deverić 81e |     | 27e (pen.) Vignola | Spectateurs : 100 374 Arbitrage : McGinlay ( Écosse) | Spectateurs : 100 374 Arbitrage : McGinlay ( Écosse) |
| 19:00        | Rapport                  |     |                    | Spectateurs : 100 374 Arbitrage : McGinlay ( Écosse) | Spectateurs : 100 374 Arbitrage : McGinlay ( Écosse) |

## Finale
| Finale                                                   | France                   | 2 - 0   | Brésil | Rose Bowl, Pasadena, États-Unis              |                                              |
| 11 août 1984 · 19:00 (UTC-8) · Historique des rencontres | Brisson 55e · Xuereb 60e | (0 - 0) |        | Spectateurs : 101 799 Arbitrage : Jan Keizer | Spectateurs : 101 799 Arbitrage : Jan Keizer |
| 11 août 1984 · 19:00 (UTC-8) · Historique des rencontres | Rapport                  |         |        | Spectateurs : 101 799 Arbitrage : Jan Keizer | Spectateurs : 101 799 Arbitrage : Jan Keizer |

| France | Brésil |

| FRANCE :        |    |                           |     |
|                 |    |                           |     |
| Gardien de but  | 01 | Albert Rust               |     |
|                 | 02 | William Ayache            |     |
|                 | 03 | Michel Bibard             |     |
|                 | 04 | Dominique Bijotat         |     |
|                 | 05 | François Brisson          | 79e |
|                 | 08 | Philippe Jeannol          |     |
|                 | 09 | Guy Lacombe               |     |
|                 | 10 | Jean-Claude Lemoult       |     |
|                 | 11 | Jean-Philippe Rohr        |     |
|                 | 15 | Daniel Xuereb             | 87e |
|                 | 16 | Jean-Louis Zanon          |     |
| Remplaçants :   |    |                           |     |
| Gardien de but  | 17 | Michel Bensoussan         |     |
|                 | 06 | Patrick Cubaynes          | 87e |
|                 | 07 | Patrice Garande           | 79e |
|                 | 12 | Didier Sénac              |     |
|                 | 13 | Jean-Christophe Thouvenel |     |
|                 | 14 | José Touré                |     |
| Sélectionneur : |    |                           |     |
| Henri Michel    |    |                           |     |

| BRÉSIL :        |    |                   |     |
|                 |    |                   |     |
| Gardien de but  | 01 | Gilmar Rinaldi    |     |
|                 | 02 | Ronaldo Silva     |     |
|                 | 03 | Pinga             |     |
|                 | 04 | Mauro Galvão      |     |
|                 | 05 | Ademir            |     |
|                 | 06 | André Luís        |     |
|                 | 08 | Dunga             |     |
|                 | 09 | Kita              | 58e |
|                 | 10 | Gilmar Popoca     |     |
|                 | 11 | Silvinho          |     |
|                 | 15 | Tonho Gil         | 58e |
| Remplaçants :   |    |                   |     |
| Gardien de but  | 12 | Luís Henrique     |     |
|                 | 07 | Paulo Santos      |     |
|                 | 13 | Luís Carlos Winck |     |
|                 | 14 | Davi              |     |
|                 | 16 | Chicão            | 58e |
|                 | 17 | Milton Cruz       | 58e |
| Sélectionneur : |    |                   |     |
| Jair Picerni    |    |                   |     |

## Meilleurs buteurs
5 buts
- Daniel Xuereb ()
- Borislav Cvetković ()
- Stjepan Deverić ()

4 buts
- Gilmar Popoca ()